# Argiope bruennichi
Il ragno vespa (Argiope bruennichi  (Scopoli, 1772)) è una specie di ragno, così denominato per la colorazione dell'addome giallo e nera simile alla colorazione delle vespe. Viene anche chiamato comunemente ragno tigre, epeira fasciata, ragno zebra o argiope fasciata.

## Descrizione

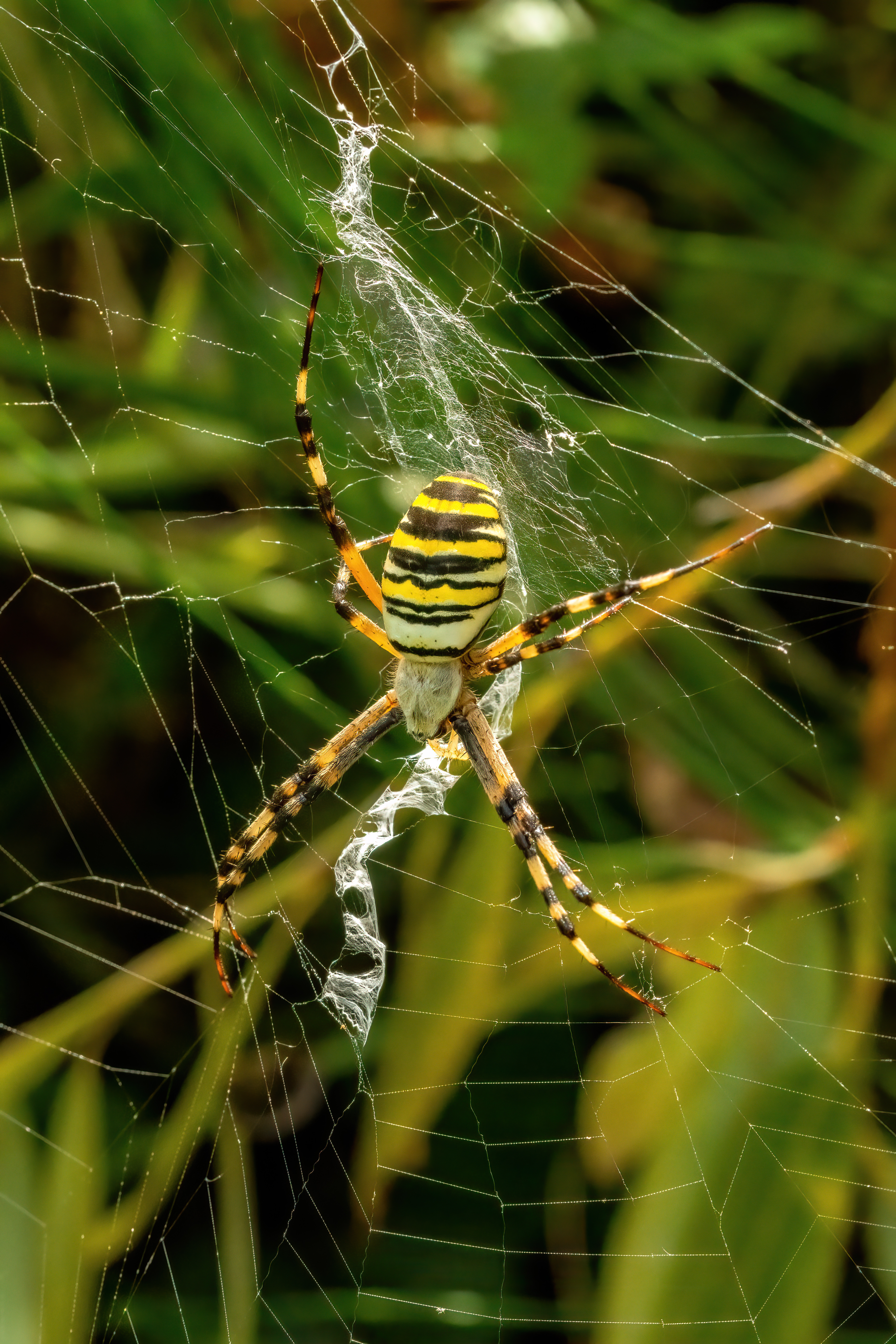
Ragno vespa (Argiope bruennichi) dettaglio del dorso

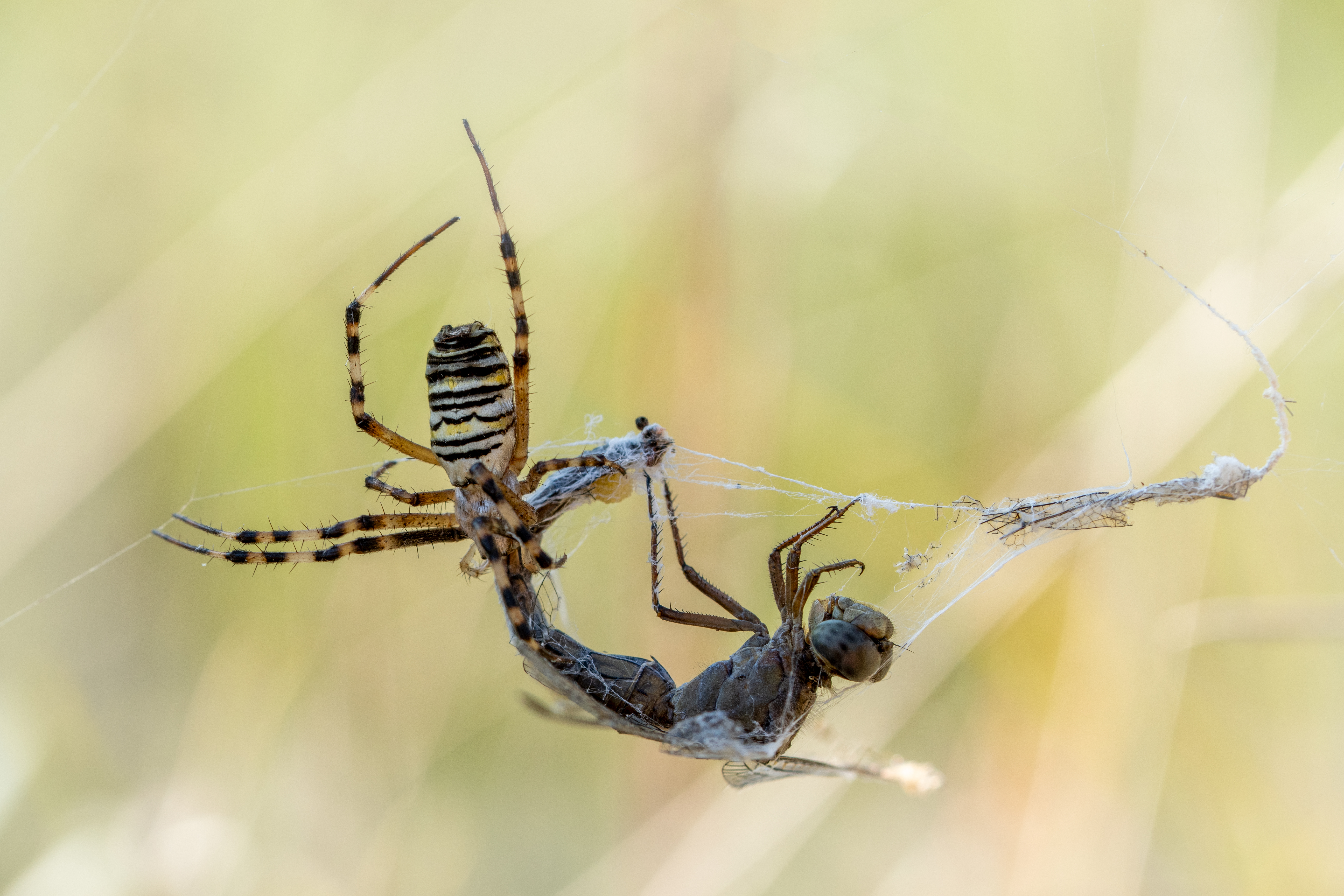
Ragno vespa (Argiope bruennichi) in predazione su libellula

Le femmine misurano circa 2–5 cm, i maschi circa la metà o anche meno. La livrea delle femmine ha una caratteristica colorazione a strisce gialle e nere a cui si deve il nome comune della specie.
I maschi, invece, sono caratterizzati da colori scuri e molto più uniformi.

## Biologia
Il ragno vespa non è aggressivo, se disturbato mette in atto una strategia difensiva molto particolare: rimanendo al centro della tela, le imprime un movimento oscillatorio molto rapido, per un tempo che può variare dai 15 ai 30 secondi. Se questa tattica di "dissuasione" non ha effetto sceglie la fuga pur rimanendo nei paraggi fino a minaccia cessata. In caso di eventuale morso, gli effetti del veleno sono blandi; si avverte il dolore causato dall'azione meccanica dei cheliceri e un arrossamento della parte interessata. I sintomi scompaiono nell'arco di alcune ore.
Questa specie si nutre principalmente di ortotteri ma anche di altre tipologie di insetti come ditteri, lepidotteri e coleotteri volanti che cattura grazie alla sua tela robusta. La preda, intrappolata, viene avvolta dalla seta prodotta dalle filiere del ragno, che dopo averla morsa ripetutamente, la trascina al centro della ragnatela per cibarsene comodamente.
Una curiosità si ha nell'accoppiamento di tali aracnidi, infatti quasi sempre le femmine di questi ragni uccidono i loro pretendenti maschi, a meno che questi ultimi non riescano a fuggire prima; spesso nel tentativo di fuga parte del pedipalpo (l'organo copulatorio del ragno maschio) si spezza all'interno delle femmine, formando un "tappo" e non permettendo che altri ragni fecondino la stessa, e assicurandosi così il successo riproduttivo.

## Riproduzione
La femmina fabbrica fino a 5 bozzoli di seta bruna, in ciascuno dei quali sono racchiuse 300-400 uova. Il bozzolo viene fissato a qualche stelo d'erba e i piccoli emergono solo nella primavera successiva diffondendosi anche aiutati dal vento.

## Distribuzione e habitat
Questa specie di ragno è diffusa in gran parte d'Europa, in Nord Africa e in Asia. Vive in quasi tutti gli habitat. Molto importante per questa specie è avere lo spazio necessario per la costruzione della sua ampia tela: luoghi prediletti per l'edificazione delle ragnatele sono gli arbusti.

## Galleria d'immagini

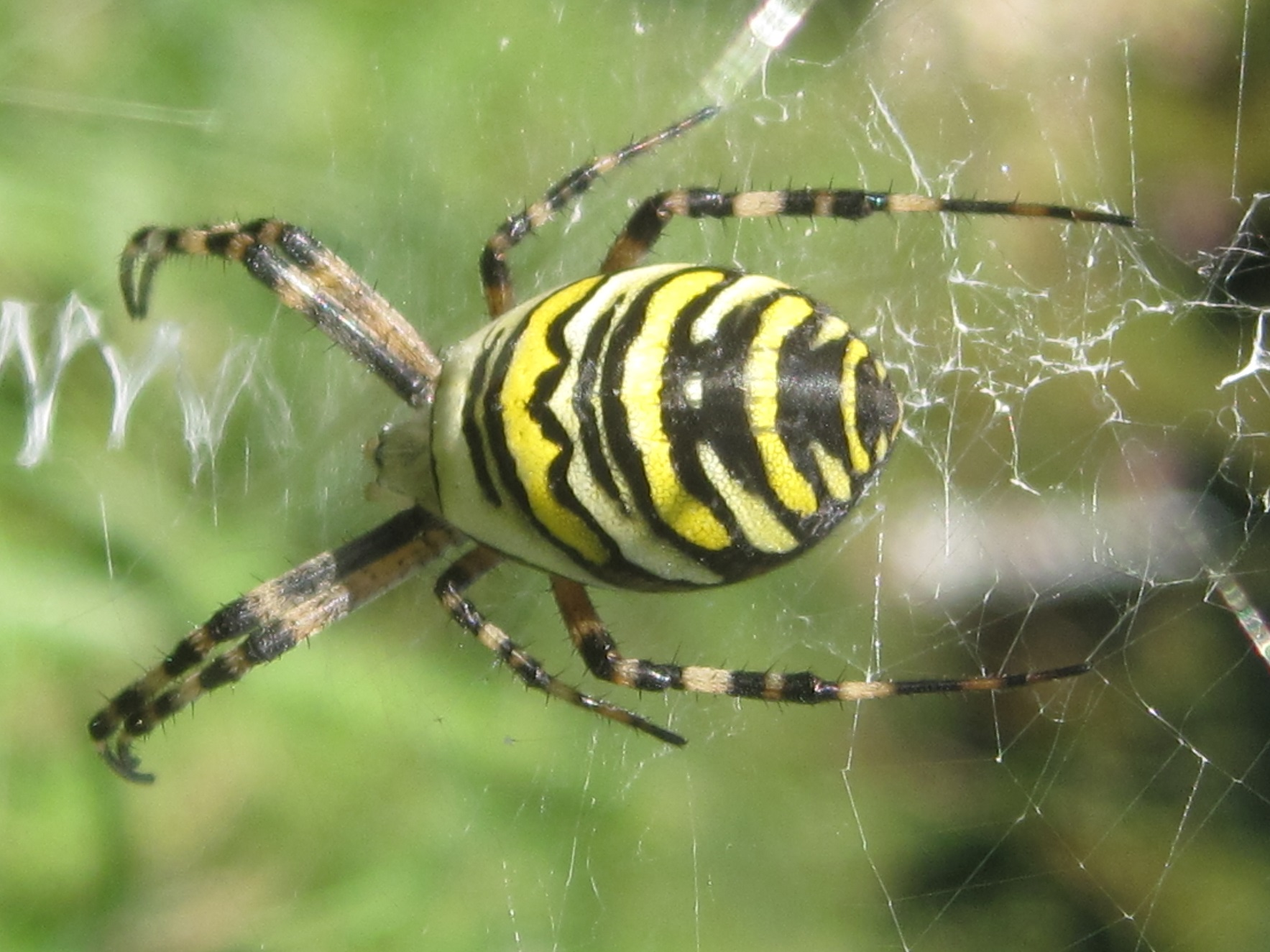
Argiope ragno o Ragno Vespa
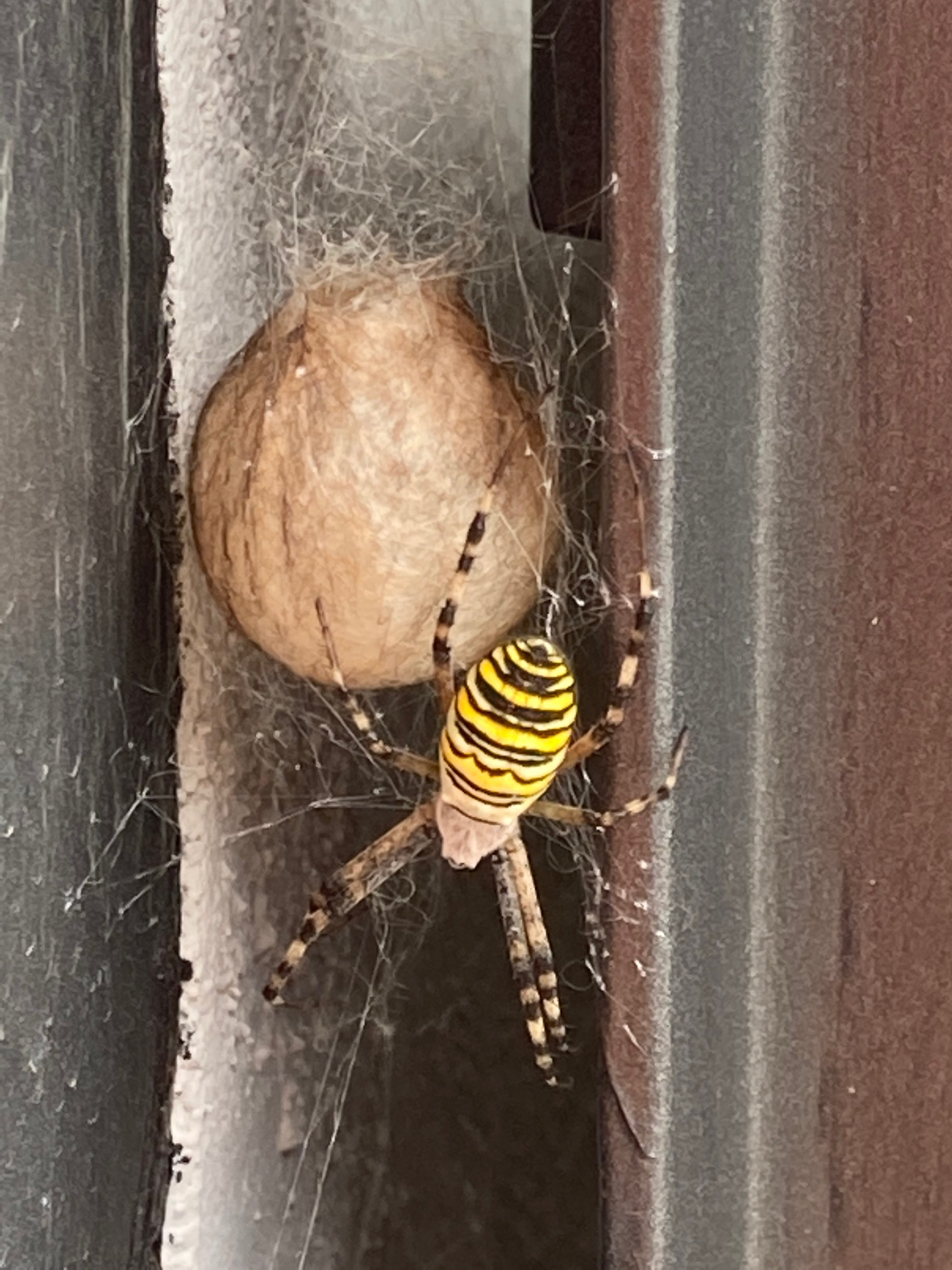
Ragno Vespa con sacca ovipara
- Una femmina di ragno vespa cattura e mangia una cavalletta
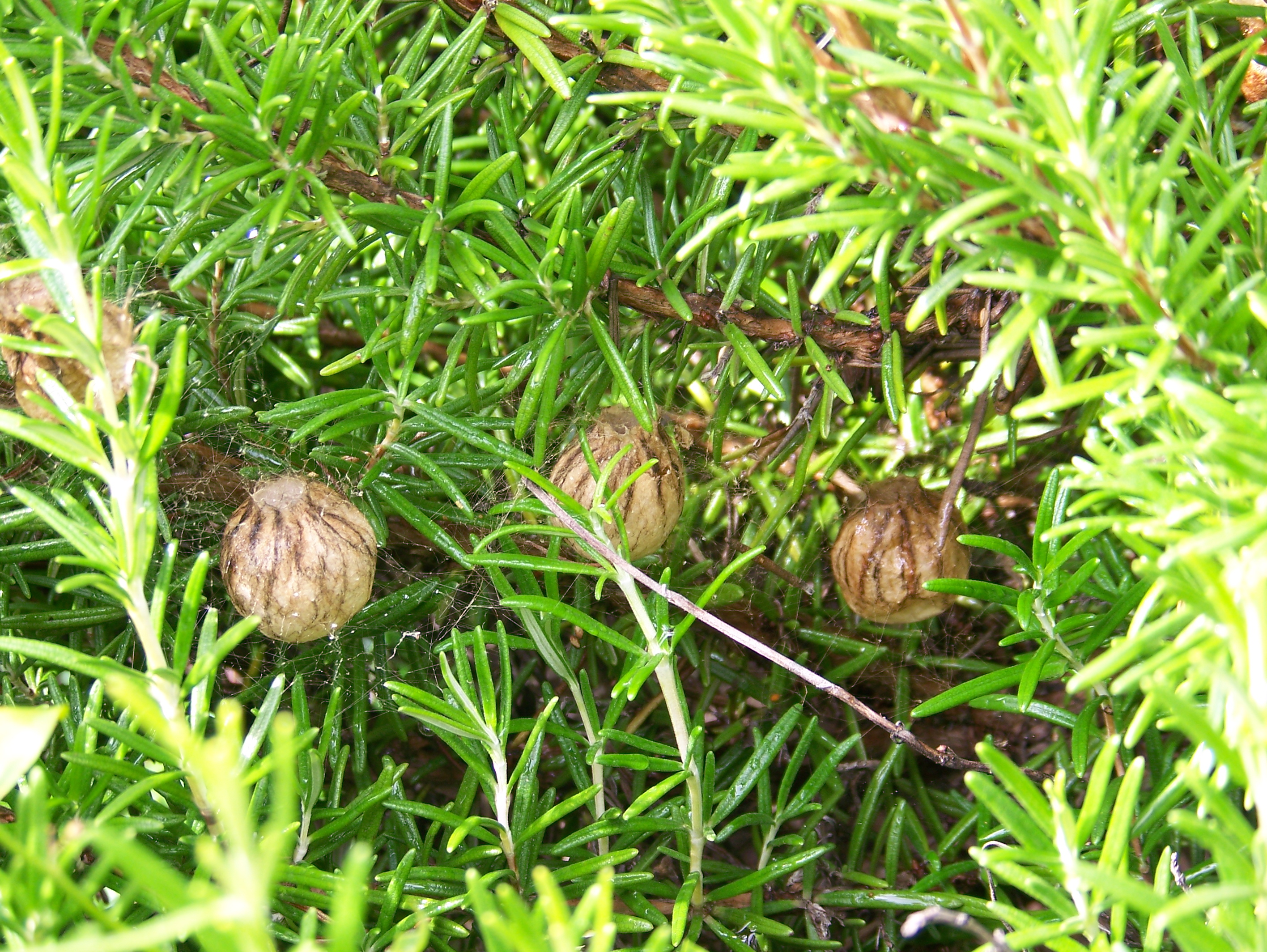
Sacche ovipare